# Amtsgericht Mosbach

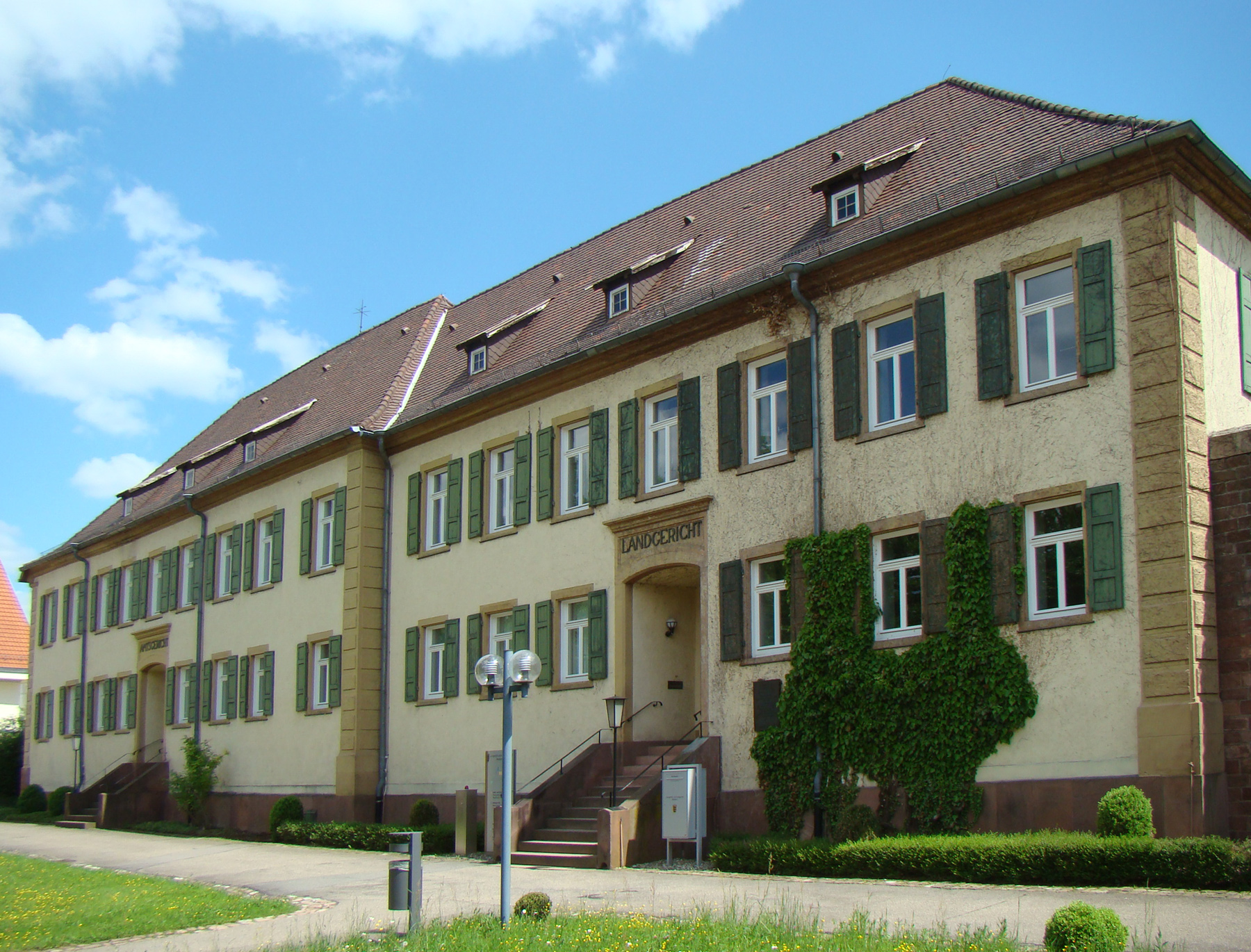
Amts- und Landgericht Mosbach

Das Amtsgericht Mosbach ist ein Gericht der ordentlichen Gerichtsbarkeit in Mosbach in Baden-Württemberg und eines von fünf Amtsgerichten im Bezirk des Landgerichts Mosbach.

## Gerichtsbezirk
Der Gerichtsbezirk des Amtsgerichts Mosbach umfasst die Städte und Gemeinden Aglasterhausen, Billigheim, Binau, Elztal, Fahrenbach, Haßmersheim, Hüffenhardt, Limbach, Mosbach, Neckargerach, Neckarzimmern, Neunkirchen, Obrigheim, Schefflenz, Schwarzach, Waldbrunn und Zwingenberg. 
In Zwangsversteigerungssachen, Familiensachen, Insolvenzsachen und Jugendschöffengerichtssachen ist es auch für die Bezirke der Amtsgerichte Buchen und Adelsheim zuständig. In Insolvenzsachen ist außerdem noch für die Amtsgerichtsbezirke Wertheim und Tauberbischofsheim zuständig. Darüber hinaus ist das Amtsgericht Mosbach zentrales Haftgericht für die Amtsgerichtsbezirke Buchen und Adelsheim.

## Gebäude
Das Hauptgebäude befindet sich in der Hauptstraße 110 in Baulichkeiten des ehemaligen Franziskanerklosters. Hier ist auch das Landgericht untergebracht. Eine Zweigstelle liegt direkt nebenan im Lohrtalweg 2.

## Übergeordnete Gerichte
Dem Amtsgericht Mosbach ist das Landgericht Mosbach unmittelbar übergeordnet. Zuständiges Oberlandesgericht ist das Oberlandesgericht Karlsruhe.